# Mount Hope (Virginia Occidentale)
Mount Hope è un comune degli Stati Uniti d'America, nella contea di Fayette, nello Stato della Virginia Occidentale.